# Oritlampi
Oritlampi är en tätort (finska: taajama) i Ruokolax kommun i landskapet Södra Karelen i Finland. Vid tätortsavgränsningen den 31 december 2021 hade Oritlampi 213 invånare och omfattade en landareal av 1,46 kvadratkilometer.